# NGC 5886
NGC 5886 (również PGC 54298) – galaktyka eliptyczna (E-S0), znajdująca się w gwiazdozbiorze Wolarza. Odkrył ją John Herschel 13 maja 1828 roku.